# Edith Raim

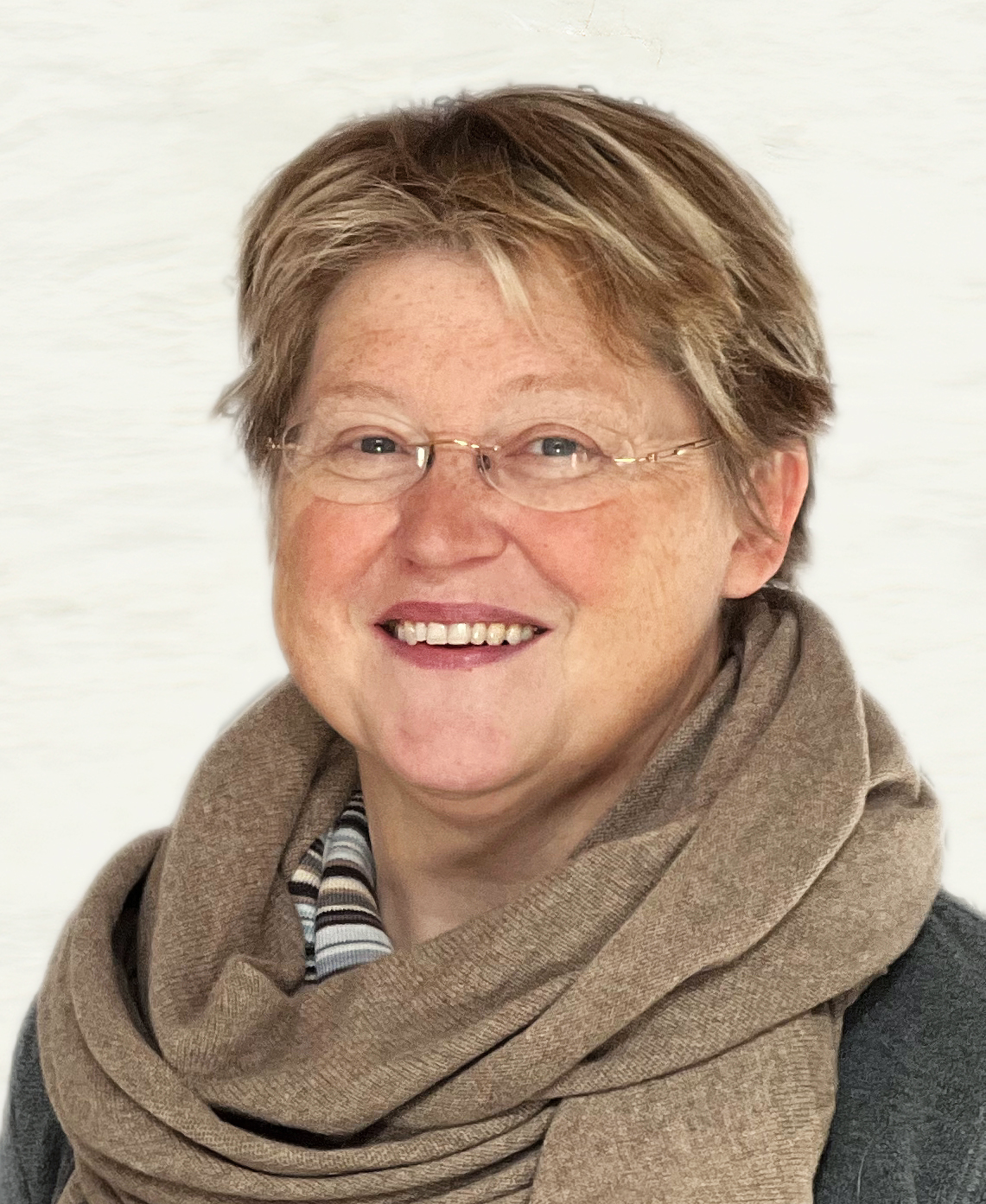
Edith Raim (2024)

Edith Raim (* 31. Juli 1965 in München; † 1. Juli 2025 in Landsberg am Lech) war eine deutsche Historikerin.

## Leben und Wirken
Als Schülerin von Anton Posset begann Edith Raim im Schülerwettbewerb Deutsche Geschichte mit der historischen Aufarbeitung des Außenlagerkomplexes Kaufering des KZ Dachau. Von 1984 bis 1991 absolvierte sie ein Studium der Geschichte und Germanistik an der Universität München und der Princeton University, das sie mit dem akademischen Grad Magistra Artium abschloss. In München wurde sie 1991 zum Dr. phil. promoviert. Ihre Studie zu den KZ-Außenkommandos Kaufering und Mühldorf wurde zum Standardwerk.
Nach der Promotion war sie bis 1995 als Lektorin des Deutschen Akademischen Austauschdienstes an der University of Durham beschäftigt. Danach war sie im Haus der Geschichte der Bundesrepublik Deutschland in Bonn und ab 1999 als wissenschaftliche Mitarbeiterin am Institut für Zeitgeschichte tätig. Sie habilitierte sich 2012 an der Universität Augsburg, wo sie seitdem als Privatdozentin für Neuere und Neueste Geschichte wirkte. Zwischenzeitlich war sie von Oktober 2016 bis März 2017 Senior Fellow am Wiener Wiesenthal Institut für Holocaust-Studien. Sie veröffentlichte zu den Themen Konzentrationslager, Judenverfolgung und NS-Prozesse.
2024 hatte Edith Raim die wissenschaftliche Leitung im Projekt Nazi Crimes Atlas – Digitaler Atlas NS-Verbrechen, das Wolfgang Hauck initiierte und mit dem Verein dieKunstBauStelle (Eigenschreibweise) durchgeführt wird. Ziel des Projektes ist die umfassende digitale Kartierung von Tatorten nationalsozialistischer Verbrechen.
Raim starb am 1. Juli 2025 nach schwerer Krankheit.

## Veröffentlichungen (Auswahl)
- Die Dachauer KZ-Außenkommandos Kaufering und Mühldorf: Rüstungsbauten und Zwangsarbeit im letzten Kriegsjahr 1944/45 (zugleich Dissertation an der Universität München 1991), Landsberger Verlagsanstalt Martin Neumeyer, Landsberg am Lech 1992, ISBN 3-920216-56-3
- Ein Ort wie jeder andere. Bilder aus einer deutschen Kleinstadt. Landsberg 1923-1958, Rowohlt, Reinbek bei Hamburg 1995. (Herausgegeben mit Martin Paulus und Gerhard Zelger), ISBN 978-3499199134
- Überlebende von Kaufering. Biografische Skizzen jüdischer ehemaliger Häftlinge, Metropol, Berlin 2008, ISBN  978-3938690970
- Zwischen Krieg und Liebe. Der Dichter Jehuda Amichai, Metropol, Berlin 2010. (gemeinsam mit Renate Eichmeier), ISBN 978-3-940938-98-5
- Justiz zwischen Diktatur und Demokratie: Wiederaufbau und Ahndung von NS-Verbrechen in Westdeutschland 1945–1949 (zugleich Habilitationsschrift an der Universität Augsburg, 2012), Oldenbourg, München 2013, ISBN 978-3486704112
- Das leere Haus. Spuren jüdischen Lebens in Schwaben. Fotografien und Essays, München 2013. (gemeinsam mit Martin und Stefan Paulus)
- Nazi Crimes against Jews and German Post-War Justice: The West German Judicial System During Allied Occupation (1945–1949), De Gruyter/Oldenbourg, Berlin 2015, ISBN 978-3110300574
- Don't Take Your Guns To Town. Johnny Cash und die Amerikaner in Landsberg 1951–1954, München 2015, 2. Auflage 2019. (gemeinsam mit Sonia Fischer), ISBN 978-3-86222-197-4
- Ein Bericht über eine Akademie: die Bayerische Akademie der Schönen Künste von 1948 bis 1968, Bayerische Akademie der Schönen Künste, München 2018.
- Verloren in Manhattan: Synagogen im Herzen New Yorks: Fotografien & Texte, Metropol Verlag, Berlin 2019 (gemeinsam mit Stefan und Martin Paulus), ISBN 978-3863314781
- „Es kommen kalte Zeiten“: Murnau 1919–1950, Volk Verlag, München 2020, 2. Auflage 2021, ISBN 978-3862223510
- The Rise of National Socialism in the Bavarian Highlands. A Microhistory of Murnau, 1919–1933, Routledge/Taylor & Francis, London/New York 2022, Paperback 2023, ISBN 978-1032003719
- Revolution und Reaktion. Die Anfänge der NS-Bewegung im bayerischen Oberland 1919 bis 1923, Allitera Verlag, München 2023 (gemeinsam mit Ulrike Haerendel, Marion Hruschka und Susanne Meinl herausgegeben), 2. Auflage 2023, ISBN 978-3962333348
- Der jüdische Mäzen und die Nazis. James Loeb und Murnau 1919–1933, Berlin 2024, ISBN 978-3111235202
- Cash in Barbaria. (Gemeinsam mit Martin und Stefan Paulus), Landsberg 2024, ISBN 978-3911491013